# 新しい季節へキミと
「新しい季節へキミと」（あたらしいきせつへきみと）は、エレファントカシマシの37枚目のシングル。

## 内容
- リリースは通常盤の他に初回盤には6月28日の日比谷野音ライブDVDが添付されて、またジャケットもそれぞれ異なる。

## 収録曲

### 通常盤
- CD

1. 新しい季節へキミと（作詞・作曲:宮本浩次 / 編曲:亀田誠治）
2. It's my life（作詞・作曲:宮本浩次 / 編曲:生駒龍之介）
3. 新しい季節へキミと (Instrumetal)
4. It's my life (Instrumetal)

### 初回盤
- CD
  - 通常盤に同じ。

- 初回特典DVD
  - 日比谷野音ライブ 2008.06.28より

1. パワー・イン・ザ・ワールド
2. 孤独な旅人
3. 今をかきならせ
4. 友達がいるのさ
5. 笑顔の未来へ
6. FLYER
7. 俺たちの明日
8. 今宵の月のように